# Arroyo Carreta Quemada
Der Arroyo Carreta Quemada ist ein im Süden Uruguays gelegener Fluss.
Er verläuft auf dem Gebiet des Departamento San José. Seine Quellen liegen nahe der Grenze zum Nachbardepartamento Florida. Er fließt in südsüdwestlicher Richtung, bis er bei San José de Mayo in den Río San José mündet. Der Arroyo Tala ist sein Nebenfluss.